# Władimir Liberzon
Władimir Michajłowicz Liberzon, ros. Владимир Михайлович Либерзон (ur. 23 marca 1937 w Moskwie, zm. 4 sierpnia 1996) – izraelski szachista pochodzenia rosyjskiego, arcymistrz od 1965 roku.

## Kariera szachowa
Do pierwszych lat 70. należał do szerokiej czołówki radzieckich szachistów, kilkukrotnie uczestnicząc w finałach indywidualnych mistrzostw ZSRR. Najbliżej zdobycia medalu był w roku 1968 w Ałma-Acie, gdzie zajął IV miejsce. W roku 1973 jako pierwszy radziecki szachista otrzymał zgodę na wyjazd z kraju i wyemigrował do Izraela, stając się podstawowym zawodnikiem reprezentacji narodowej. Pomiędzy 1974 a 1980 czterokrotnie wystąpił na szachowych olimpiadach, w tym 3 razy na I szachownicy. W 1974 zdobył tytuł mistrza Izraela, natomiast w 1976 jedyny raz w swojej karierze zagrał w turnieju międzystrefowym (eliminacji mistrzostw świata), zajmując w Biel/Bienne XIII miejsce.
Do największych sukcesów Liberzona w turniejach indywidualnych należały m.in. I m. w Moskwie (1963, 1964, 1965), II m. w Lipsku (1965), I m. w Zinnowitz (1967), I m. w Debreczynie (1968, memoriał Lajosa Asztalosa), II m. w Amsterdamie (1969), III m. w Dubnej (1971), I m. w Wenecji (1974), I m. w Lone Pine (1975), dz. II m. w Netanji (1975), dz. II m w Reykjavíku (1975), dz. I m. w Beer Szewie (1976), dz. I m. w Netanji (1977), III m. w Amsterdamie (1977) oraz dz. I m. w Lone Pine (1979).
Najwyższy ranking w karierze osiągnął 1 stycznia 1978 r., z wynikiem 2555 punktów dzielił wówczas 31-35. miejsce na światowej liście FIDE, jednocześnie zajmując 1. miejsce wśród izraelskich szachistów.